# TTLL9
TTLL9 (англ. Tubulin tyrosine ligase like 9) – білок, який кодується однойменним геном, розташованим у людей на довгому плечі 20-ї хромосоми. Довжина поліпептидного ланцюга білка становить 439 амінокислот, а молекулярна маса — 51 472.
| 10         |  | 20         |  | 30         |  | 40         |  | 50         |
| ---------- |  | ---------- |  | ---------- |  | ---------- |  | ---------- |
| MVPSREALLG |  | PGTTAIRCPK |  | KLQNQNYKGH |  | GLSKGKEREQ |  | RASIRFKTTL |
| MNTLMDVLRH |  | RPGWVEVKDE |  | GEWDFYWCDV |  | SWLRENFDHT |  | YMDEHVRISH |
| FRNHYELTRK |  | NYMVKNLKRF |  | RKQLEREAGK |  | LEAAKCDFFP |  | KTFEMPCEYH |
| LFVEEFRKNP |  | GITWIMKPVA |  | RSQGKGIFLF |  | RRLKDIVDWR |  | KDTRSSDDQK |
| DDIPVENYVA |  | QRYIENPYLI |  | GGRKFDLRVY |  | VLVMSVFAEC |  | LLWSGHRRQD |
| VHLTNVAVQK |  | TSPDYHPKKG |  | CKWTLQRFRQ |  | YLASKHGPEA |  | VETLFRDIDN |
| IFVKSLQSVQ |  | KVIISDKHCF |  | ELYGYDILID |  | QDLKPWLLEV |  | NASPSLTASS |
| QEDYELKTCL |  | LEDTLHVVDM |  | EARLTGREKR |  | VGGFDLMWND |  | GPVSREEGAP |
| DLSGMGNFVT |  | NTHLGCVNDR |  | KKQLRQLFCS |  | LQVQKKASS  |  |            |

A: Аланін

C: Цистеїн

D: Аспарагінова кислота

E: Глутамінова кислота

F: Фенілаланін

G: Гліцин

H: Гістидин

I: Ізолейцин

K: Лізин

L: Лейцин

M: Метіонін

N: Аспарагін

P: Пролін

Q: Глутамін

R: Аргінін

S: Серин

T: Треонін

V: Валін

W: Триптофан

Кодований геном білок за функцією належить до лігаз. 
Задіяний у такому біологічному процесі, як альтернативний сплайсинг. 
Білок має сайт для зв'язування з АТФ, нуклеотидами. 
Локалізований у цитоплазмі, цитоскелеті, клітинних відростках, війках.